# Wowoni
Wowoni (Wawonii, indonez. Pulau Wowoni) – wyspa w Indonezji na morzu Banda u południowo-wschodniego wybrzeża Celebesu; powierzchnia 714,8 km², długość linii brzegowej 108 km.
Oddzielona od wysp Celebes i Buton cieśniną Wowoni.
Powierzchnia górzysta (wys. do 860 m n.p.m.); porośnięta lasem równikowym; uprawa palmy kokosowej i sagowca; rybołówstwo.
Administracyjnie należy do prowincji Celebes Południowo-Wschodni; główne miasto Langara.